# Terril no 102, 4 Est de Dourges
Le terril no 102, 4 Est de Dourges est un ancien terril houiller conique situé sur la commune de Noyelles-Godault, dans le département du Nord-Pas-de-Calais, en France, datant de l'an 1870. Il est aujourd'hui presque totalement rasé et occupé par la Résidence Jules Mousseron, au bout de la rue du Parc-à-Bois. 

## Milieu naturel et biodiversité
L'ancien site houiller est très peu végétalisé. Des plans d'eau s'étaient formés avant la reconversion du site en zone résidentielle, favorisant le développement des insectes et le passage de petits mammifères.  

## Histoire
Aujourd'hui, le site accueille une résidence d'appartements et de maisons individuelles. Un centre commercial nommé « Mousseron 2 » est en projet et devrait venir compléter l'offre commerciale de la ville. 